# (5584) Izenberg
(5584) Izenberg es un asteroide que forma parte del cinturón de asteroides y fue descubierto por Henry E. Holt desde el observatorio del Monte Palomar, Estados Unidos, el 31 de mayo de 1989.

## Designación y nombre
Izenberg se designó inicialmente como 1989 KK.
Más adelante, en 1999, fue nombrado en honor del físico planetario estadounidense Noam Izenberg.

## Características orbitales
Izenberg orbita a una distancia media del Sol de 2,673 ua, pudiendo alejarse hasta 3,001 ua y acercarse hasta 2,345 ua. Tiene una inclinación orbital de 12,83 grados y una excentricidad de 0,1227. Emplea en completar una órbita alrededor del Sol 1596 días. El movimiento de Izenberg sobre el fondo estelar es de 0,2256 grados por día.

## Características físicas
La magnitud absoluta de Izenberg es 13.